# Паслёновые (подсемейство)
Паслёновые (лат. Solanoideae) — подсемейство цветковых растений в составе семейства Паслёновые (Solanaceae).
Подсемейство включает в себя 56 родов в семи трибах и трёх подтрибах:
- Capsiceae — Капсикумовые, включает 2 рода;
- Datureae — Дурмановые, включает 2 рода;
- Hyoscyameae — Беленовые, включает 7 родов;
- Juanulloeae, включает 5 родов;
- Lycieae — Дерезовые, включает 3 рода;
- Physaleae — Физалисовые, включает 23 рода в трёх подтрибах;
  - Iochrominae
  - Physalinae
  - Withaninae
- Solaneae — Паслёновые, включает 2 рода.

## Классификация

### Таксономия
Solanoideae  Burnett, 1835, Outlines Bot.: 985, 1095, 1106
В соответствии с современной системой классификации APG IV по состоянию на июнь 2024 года подсемейство Паслёновые относится к семейству Паслёноцветные (Solanales) порядка Паслёноцветные (Solanales), последовательно входящего в клады Ламииды → Астериды → Суперастериды → Эвдикоты → Цветковые растения. Включает 62 рода и 2 145 видов растений, разделённых на 11 триб:
- Подсемейство Solanoideae — Паслёновые
включает 62 рода в 11 трибах:
  - Capsiceae
  - Datureae — Дурмановые
  - Hyoscyameae — Беленовые
  - Jaboroseae
  - Lycieae
  - Mandragoreae
  - Nicandreae
  - Nolaneae
  - Physaleae
  - Solandreae
  - Solaneae — паслёновые

и 4 самостоятельных рода
  - Latua
  - Nectouxia
  - Nicandra — Никандра
  - Sclerophylax

Таксономическая схема в соответствии с Системой APG IV по состоянию на июнь 2024 года:
|  |                          |  |                                   |                                   |                      |  | еще 4 семейства |                   |                         |                                |
|  |                          |  |                                   |                                   |                      |  |                 |                   |                         | 11 триб, 62 рода и 2 145 видов |
|  |                          |  |                                   | порядок Паслёноцветные            |                      |  |                 |                   | подсемейство Паслёновые |                                |
|  |                          |  |                                   | порядок Паслёноцветные            |                      |  |                 |                   | подсемейство Паслёновые |                                |
|  | клада Цветковые растения |  |                                   |                                   | семейство Паслёновые |  |                 |                   |                         |                                |
|  | клада Цветковые растения |  |                                   |                                   |                      |  |                 |                   |                         |                                |
|  |                          |  | ещё 63 порядка цветковых растений | ещё 63 порядка цветковых растений |                      |  |                 | еще 7 подсемейств | еще 7 подсемейств       |                                |
|  |                          |  |                                   | ещё 63 порядка цветковых растений |                      |  |                 |                   | еще 7 подсемейств       |                                |